# Parlamentarni izbori u Kraljevini Jugoslaviji 1938.
Parlamentarni izbori u Kraljevini Jugoslaviji 1938. su bili posljednji izbori za Narodnu skupštinu održani u Kraljevini Jugoslaviji. Održani su 11. prosinca 1938.
Ove izbore su obilježili policijski pritisak i izborni falsifikati od strane režima, no unatoč tome vladina je lista dobila mnogo manje glasova u odnosu na prethodne izbore.
Detaljnije izborne analize su pokazale da je Stojadinović dobio izbore zahvaljujući glasovima brojne njemačke i mađarske manjine, koje su glasale prema preporukama svojih fašističkih vlada da podrže profašističkog premijera Kraljevine Jugoslavije.
| Stranke i koalicije               | Stranke i koalicije               | Nositelj liste     | Glasova   | Postotak | Zastupničkih mjesta |
| --------------------------------- | --------------------------------- | ------------------ | --------- | -------- | ------------------- |
| Jugoslavenska radikalna zajednica | Jugoslavenska radikalna zajednica | Milan Stojadinović | 1,643.783 | 54,09 %  | 306                 |
| Udružena opozicija                | Udružena opozicija                | Vladko Maček       | 1,364.527 | 44,90 %  | 67                  |
| ZBOR – Lista Dimitrija Ljotića    | ZBOR – Lista Dimitrija Ljotića    | Dimitrije Ljotić   | 30.734    | 1,01 %   | 0                   |
| Ukupno                            | Ukupno                            |                    | 3,039.044 | 100,00 % | 373                 |

## Izborne koalicije

### Jugoslavenska radikalna zajednica
• Narodna radikalna stranka – Milan Stojadinović
• Slovenska ljudska stranka – Anton Korošec
• Jugoslavenska muslimanska organizacija – Mehmed Spaho
• većina članova bivše Jugoslavenske narodne stranke

### Udružena opozicija
• Seljačko-demokratska koalicija – Vladko Maček
• Demokratska stranka – Ljubomir Davidović
• Zemljoradnička stranka – Jovan Jovanović
• Crnogorska federalistička stranka – Sekula Drljević
• dio Narodne radikalne stranke – Aca Stanojević
• vođe bivše Jugoslavenske narodne stranke: Bogoljub Jevtić i Petar Živković

## Falsificiranje izbornih rezultata
Prema odredbama Izbornog zakona iz 1931. način glasovanja je bio usmen i javan. Podjela mandata je vršena na taj način da zemaljska lista koja dobije relativnu većinu glasova odmah dobiva dvije trećine mandata. Taj način podjele mandata je vršen po banovinama, što je značilo da zemaljska lista koja je dobila relativnu većinu glasova dobiva u svim banovinama dvije trećine mandata, bez obzira na stvaran broj glasova koje je u pojedinim banovinama i kotarevima dobila.
Primjena izbornog zakona je u praksi izgledala tako da je u kotaru Krapina kandidat Udružene opozicije dobio 8.623 glasa, ali je mandat dobio vladin kandidat koji je osvojio 52 glasa. U kotaru Ivanec opozicijski kandidat je dobio 11.109 glasova, ali je mandat dobio vladin kandidat s 60 glasova. Najdrastičniji primjer se dogodio u kotaru Klanjec gdje je opozicijski kandidat dobio 7.614 glasova, no mandat je pripao vladinom kandidatu sa svega 14 glasova.

## Vanjske poveznice
- The Elections to the Parliament of the Kingdom of the Serbs, Croats & Slovenes 1920 - 1938